# Stade omnisports Idriss-Mahamat-Ouya
Le Stade omnisports Idriss Mahamat Ouya (en arabe : ملعب ٱومنيسبورتس إدريس محمد ٱويا) est un stade de football et d'athlétisme situé à N'Djaména, capitale du Tchad. Il porte le nom de l'athlète tchadien Idriss Mahamat Ouya. Il est inauguré en 1973.
Il est le second plus grand stade du Tchad derriere le stade omnisports de mandjafa. Il peut contenir jusqu'à 20 000 spectateurs.

## Histoire
Le stade est inauguré en 1973 sous le nom de Stade national.
Il fait partie d'un complexe sportif qui abrite notamment un hippodrome.
Le stade est rénové une première fois en 2010 pour respecter les standards internationaux et lui conférer une allure moderne. Puis, sur recommandations de la Confédération africaine de football (CAF), les travaux de rénovation du stade ont commencé, une seconde fois, en janvier 2022. Les travaux sont censés durer une année. Trois ans après le commencement des travaux, le stade est toujours en chantier, et l'équipe nationale de football joue ses matchs dans des stades loués dans d'autres pays,,,.
C'est dans ce stade qu'ont lieu les matchs de l'équipe nationale du Tchad, les matchs des principaux clubs de N'Djamena ainsi que les rendez-vous de courses de chevaux et d'athlétisme.